# Bralleville
Bralleville ist eine französische Gemeinde mit 167 Einwohnern (Stand: 1. Januar 2022) im Département Meurthe-et-Moselle in der Region Grand Est (bis 2015 Lothringen). Die Gemeinde gehört zum Arrondissement Nancy und zum Gemeindeverband Pays du Saintois. Die Einwohner werden Brallevillois genannt.

## Geografie
Bralleville liegt im Osten der Landschaft Saintois am Fluss Madon, etwa 38 Kilometer südlich von Nancy. Der Madon begrenzt die Gemeinde im Westen. Umgeben wird Bralleville von den Nachbargemeinden Xirocourt im Norden, Germonville im Osten, Hergugney im Südosten, Battexey im Süden, Marainville-sur-Madon im Südwesten sowie Jevoncourt im Westen und Nordwesten.

## Bevölkerungsentwicklung
| Jahr                       | 1962 | 1968 | 1975 | 1982 | 1990 | 1999 | 2006 | 2019 |
| Einwohner                  | 122  | 127  | 127  | 122  | 157  | 163  | 164  | 173  |
| Quellen: Cassini und INSEE |      |      |      |      |      |      |      |      |

## Sehenswürdigkeiten
- Kirche Sainte-Libaire aus dem 18. Jahrhundert

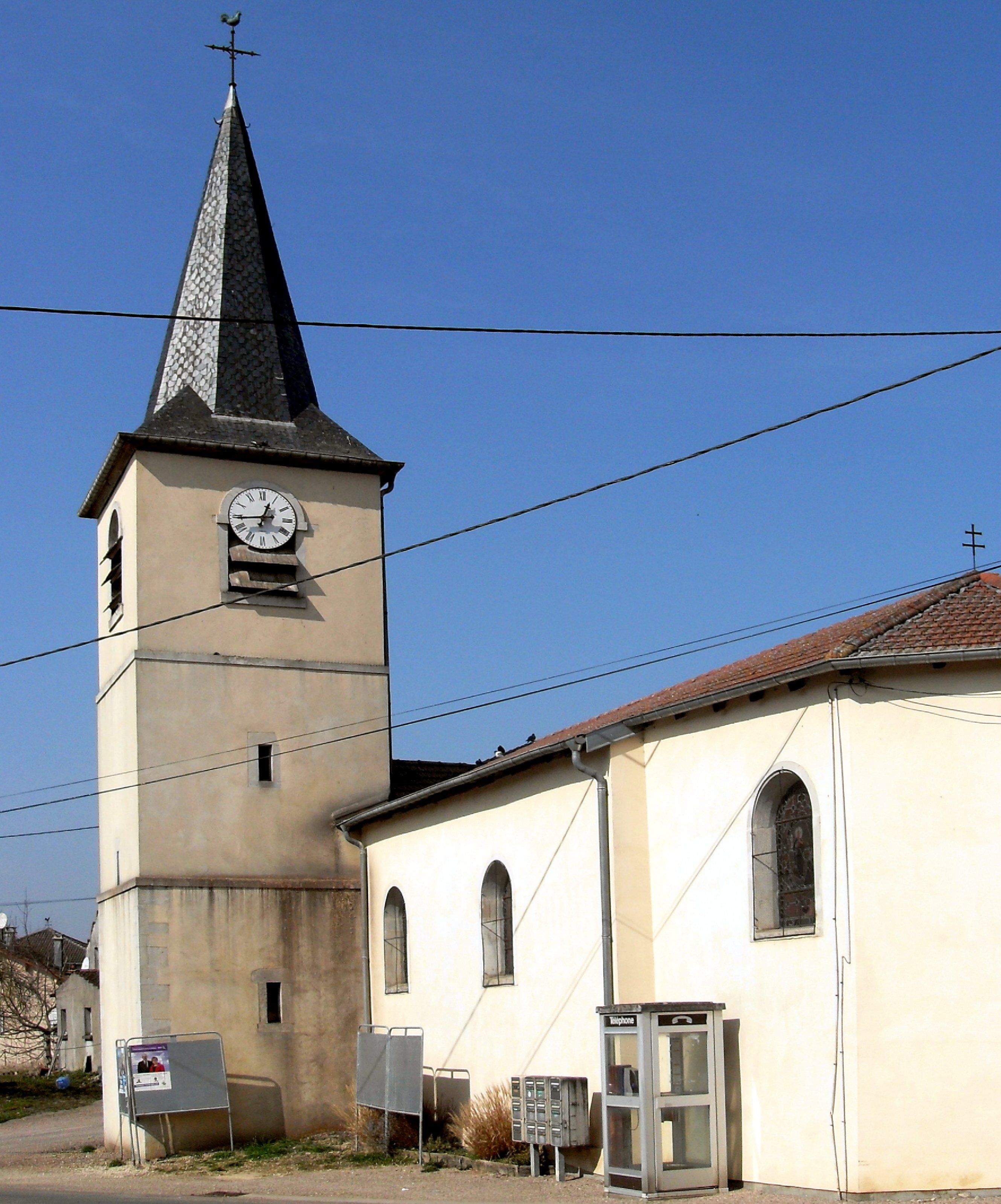
Kirche Sainte-Libaire

- Reste eines römischen Landhauses